# Đurađ Crnojević
Đurađ Crnojević, crnogorski vladar između 1490. i 1496. godine, najstariji sin i nasljednik Ivana Crnojevića.
U lipnju 1490. je naslijedio Ivana Crnojevića u gotovo beznadežnim vanjsko-političkim uvjetima, stiješnjen između Osmanskoga Carstva i Mletačke Republike, suočen sa snažnim procesom islamizacije Crne Gore.
Povjesnica još nije utvrdila razloge njegove druge ženidbe, srpnja 1490. godine, odmah po stupanju na prijestolje. Najprije je bio oženjen Helenom, kćeri albanskoga plemića Karla Topije, no, na nagovor kotorskoga mletačkoga providura Paola Erica ženi se njegovom rodicom Elizabetom iz Venecije.
Tijekom 1496. Đurađ se zainteresirao za plan francuskoga kralja Karla VIII. o podizanju ustanka u susjednoj Albaniji, što su Osmanlije otkrile i dali mu ultimatum da napusti Crnu Goru. Povlači se Đurađ na svoje posjede u okolici Budve a potom u Mletačku Republiku.
Osmanlije su 1497. obavile popis u Crnoj Gori što znači da je ona bila od tada, neko vrijeme, faktički pod vlašću skadarskoga sandžak-bega.
1501. je Đurađ pokušao izvesti ustanak u Crnoj Gori, no bezuspješno, Osmanlije ga uhićuju i odvode u Carigrad. 
Umro je Đurađ u Anadoliji oko 1511. godine.
Manje uspješan kao vladar, Đurađ Crnojević je u povijesnici zapamćen kao osnivatelj Crnojevića tiskare, prve državne tiskare u povijesti koja je izradila Oktoih i još nekoliko bogoslužbenih ćiriličnih knjiga.
Centralna narodna biblioteka Crne Gore na Cetinju danas nosi ime Đurađa Crnojevića.

## Vanjske poveznice
- Prijepisi tekstova Đurđa Crnojevića